# It's Unique
2005년 발매된 빅마마의 2번째 앨범.

## 트랙리스트
1. Intro
2. Again
3. 소리
4. The Day
5. 여자
6. 날아오르다
7. 그 빛에 감싸여 (follow Inner Light)
8. 처녀들의 수다
9. 결혼할까요
10. 외길
11. 체념 後
12. 나 홀로
13. I Wish
14. 시작